# Finalissima
Finalissima (italienisch finalissima, deutsch grosses Endspiel oder grosses Finale) wird in der Schweiz als Bezeichnung verwendet, wenn das spezielle Szenario eintritt, dass am letzten Spieltag der Erst- gegen den Zweitplatzierten spielt und der Ausgang der Partie über den Gewinner der Meisterschaft entscheidet.
Obwohl dieser Artikel nur den Fußball beschreibt, wird der Begriff auch anderweitig ebenso angewendet, zum Beispiel im Eishockey.

## Entstehung
Für die Entstehung der Finalissima kann der Spielplan verantwortlich gemacht werden. Dieser wird vorerst nur für die erste Hälfte der Saison, sprich bis zur Winterpause ausgearbeitet. Für den Spielplan der Rückrunde, welcher in der Winterpause erstellt wird, achtet man gezielt darauf, dass die beiden Spitzenreiter gleich zu Beginn aufeinandertreffen. Dadurch könnten sie möglicherweise näher zusammenrücken und es gäbe mehr Spannung für die Rückrunde. Da es eine Regelung gibt, welche besagt, dass die Begegnung am ersten sowie auch am letzten Tag der Rückrunde die gleiche sein muss, treffen folglich die Spitzenteams der Winterpause auch am letzten Spieltag aufeinander. Dadurch steigt die Wahrscheinlichkeit, dass am letzten Spieltag die beiden besten Mannschaften gegeneinander antreten. Wenn das Rennen um den Titel sehr knapp ist und noch beide Kontrahenten die Möglichkeit für den Gewinn der Meisterschaft haben, welcher nur von genau diesem letzten Resultat abhängig ist, spricht man in den Schweizer Medien von einer Finalissima.

## Geschichte
Seit der Einführung der Super League 2003 kam es in 17 Saisons zu 3 Finalissimas.
- 2006: FC Basel gegen FC Zürich (1:2) → Hauptartikel: Schande von Basel

Die erste Finalissima seit der Einführung der Super League wurde am 13. Mai 2006 im St. Jakob-Park ausgetragen. Dabei erzielte Iulian Filipescu in der Nachspielzeit das 2:1 für den FC Zürich. Die beiden Mannschaften beendeten die Saison punktgleich, die Zürcher wurden aber dank der besseren Tordifferenz Meister.
- 2008: FC Basel gegen BSC Young Boys (2:0)[4]

Am 10. Mai 2008 folgte die nächste Finalissima im St. Jakob-Park. Das Spiel endet mit einem 2:0-Sieg des FC Basel, welcher sich damit den Gewinn der Meisterschaft sicherte.
- 2010: Young Boys gegen FC Basel (0:2)[5]

Die dritte Finalissima fand am 16. Mai 2010 im Stade de Suisse statt. Der FC Basel siegte dabei mit 0:2 und gewann zusammen mit dem Schweizer Cup das Double. Es war die erste und letzte Finalissima der 2010er Jahre.

## Aktuelle Situation
Seit der Saison 2010/2011 werden die Spielpläne nicht mehr so konzipiert, dass beim letzten Saisonspiel eine Direktbegegnung der Favoriten möglich ist. Diese Änderung bedeutete das Ende des Finalissima-Systems. Die Mehrheit der Super-League-Klubs sind klare Befürworter der Änderung.
Eine Finalissima ist damit nicht unmöglich, die Wahrscheinlichkeit dafür aber sehr klein. Ein nicht als Favorit geltender Verein müsste sich ganz nach vorne spielen. Das letzte Mal kam in der Saison 2019/2020 beinahe zu einer Finalissima. Der FC St. Gallen überraschte die Ersteller des Spielplanes und war auf Platz zwei vor dem letzten Spieltag. In der letzten Begegnung trafen sie auf die erstplatzierten Berner Young Boys (YB). Da die Punktedifferenz jedoch zu gross war und YB als Meister schon feststand, gab es keine Finalissima wie zuletzt 2010.

## Probleme
Der Abschaffung des Spielplansystems, welches verantwortlich für die Finalissima ist, gingen Krawalle durch Hooligans voraus. Wie die Erfahrung zeigte, erregt die entscheidende Direktbegegnung am Schluss der Saison die Gemüter vieler Fans. Trotz grosser Bemühungen und massivem Polizeiaufgebot konnten die Sicherheitskräfte Massenschlägereien oder Platzstürme oft gar nicht oder nur mit viel Glück verhindern. Dabei sind neben den gewaltbereiten Fangruppen auch friedliche Zuschauer gefährdet. Auch wenn prinzipiell viel für eine Finalissima spricht, stehen alle Super-League-Klubs hinter einer Abschaffung der Finalissima. Die Gefahr und die Last für die Polizei ist zu gross.

### Finalissima 2006
Die erste Finalissima sorgte für viel Furore. Heute spricht man im Zusammenhang mit dem Entscheidungsspiel von der Schande von Basel. Insgesamt gab es 130 Verletzte, 25 Festnahmen und mehrere Hunderttausende Franken Sachschaden. 15 Personen mussten zur ambulanten Behandlung ins Spital gebracht werden. Es war der bis zu diesem Zeitpunkt grösste Krawall der Schweizer Fussballgeschichte. Insgesamt waren ungefähr 400 gewaltbereite Hooligans der beiden Fanlager beteiligt.
Die Hooligans traten mit Aggressivität und Zerstörungswut auf. Signalisationsanlagen wurden rund um das Stadion zerstört. Übertragungswagen von Fernseh- und Radiostationen sowie Polizeifahrzeuge wurden mit Steinen beworfen. Als Folge dieser Krawalle wurde im Schweizer Parlament über das Hooligan-Gesetz abgestimmt.

### Finalissima 2008
Zwei Jahre später wollte man präventiv die Krawalle angehen und führte daher ein Alkoholverbot für das Finalspiel ein. Dieses wurde zuvor von der Polizei als Hochrisikospiel eingestuft und ein grosses Polizeiaufgebot wurde organisiert. Demnach standen über 600 Polizisten im Einsatz. Die Kosten für die Sicherheit beliefen sich auf ungefähr 250'000 Franken.

### Finalissima 2010
Bei der letzten Finalissima im Jahr 2010 zwischen den Berner Young Boys und dem FC Basel kam es zu massiven Ausschreitungen. Randalierende Fangruppen beider Mannschaften warfen mit Wurfgeschossen und Steinen nach der Polizei. Diese setzte mehrfach Reizstoffe und Gummischrot ein. Dutzenden von Hooligans gelang es nach dem Match, auf die Bahngleise des Bahnhofs Wankdorf zu steigen. Dadurch wurde vorübergehend der Zugverkehr behindert. Die Polizei vertrieb die vermummten Fans mit Tränengas. Mit einem Grossaufgebot gelang es, die beiden Fangruppen bestmöglich auseinanderzuhalten und so grösseren Konflikten vorzubeugen.